# Губенко, Евгений Степанович
Евге́ний Степа́нович Губе́нко (1 октября 1911, Глодосы, Херсонская губерния — 1959, Москва) — специалист в области создания телеметрической аппаратуры для ракетной и ракетно-космической техники.

## Биография
Родился 1 октября 1911 года в селе Глодосы (ныне Новоукраинский район, Кировоградская область, Украина)
В 1936 году окончил Ленинградскую Военно-электротехническую Академию РККА по специальности «Телевидение».
В 1946—1952 являлся начальником лаборатории, заместителем главного инженера НИИ-885 (Научно-производственный центр автоматики и приборостроения. Внес вклад в разработку первых телеметрических систем, создаваемых в институте — СТК-1.
В 1952 году был назначен на должность директора и главного конструктора СКБ-567, образованного для создания телеметрической аппаратуры.
В дальнейшем возглавил работы по созданию телеметрической аппаратуры нового поколения и радиотехнических систем дальнего космоса и космической связи.
Под его руководством был разработан проект первого радиотехнического комплекса дальней космической связи «Плутон» на базе антенны АДУ-1000, который был реализован уже после его смерти. Построенные за один год, эти антенны обеспечивали все программы исследования дальнего космоса до конца 1970-х годов, пока им на смену не была построена антенна РТ-70. На базе этих антенн был создан первый советский планетный локатор диапазона дециметровых волн, проведены первые в мире радиолокационные исследования Венеры, Марса и Меркурия и уточнены модели их движения.
Скончался 18 декабря 1959 года. Похоронен в Москве на Новодевичьем кладбище в семейном захоронении (участок № 8, ряд № 1, место № 9).

## Награды
- Сталинская премия третьей степени (1950) — за разработку телеметрической аппаратуры для ракетной и ракетно-космической техники
- Сталинская премия третьей степени (1953) — за успешную разработку радиотелеметрической, измерительной и контрольной аппаратуры для испытаний системы «Комета»
- Ленинская премия (1957) — за создание измерительного комплекса и осуществление наблюдения за полётом спутника Земли